# Daniel Purvis
Pour les articles homonymes, voir Purvis.
Daniel Purvis (né le 13 novembre 1990 à Liverpool) est un gymnaste britannique, spécialiste du sol.

## Palmarès

### Jeux olympiques
- Londres 2012
  - 13e au concours général individuel
  -  médaille de bronze au concours par équipes

### Championnats du monde
- Glasgow 2015
  -  médaille d'argent au concours par équipes

- Tokyo 2011
  - 4e au concours général individuel

- Rotterdam 2010
  -  médaille de bronze au sol
  - 5e au concours général individuel
  - 7e au concours par équipes

### Championnats d'Europe
- Milan 2009
  - 7e au concours général individuel

- Birmingham 2010
  -  médaille d'argent au concours par équipes
  -  médaille de bronze au sol
  - 8e aux barres parallèles

- Berlin 2011
  -  médaille de bronze au concours général individuel
  - 7e au sol

- Montpellier 2012
  -  médaille d'or au concours par équipes

- Sofia 2014
  -  médaille d'argent au concours par équipes
  -  médaille de bronze au sol

- Montpellier 2015
  -  médaille de bronze au concours général individuel